# Curt Hawkins en Zack Ryder
Curt Hawkins en Zack Ryder was een Amerikaans professioneel worsteltag-team dat bekend was in de World Wrestling Entertainment (WWE). De echte namen van Curt Hawkins en Zack Ryder zijn respectievelijk "Bryan Myers" en "Matthew Cardona".

## Carrière

### New York Wrestling Connection (2004–2006)
In 2004 debuteerde dit team in New York Wrestling Connection (NYWC). Matthew Cardona's ringnaam was Brett Matthews en Bryan Myers behield zijn eigen naam. Het team won in NYWC twee keer het "NYWC Tag Team Championship". De eerste titel wonnen ze op 4 juni 2004 van Dickie Rodz en Mason Raige. Op 25 januari 2006 won het duo voor de tweede keer door Team Tremendous (Dan Barry en Ken Scampi) te verslaan.

### Deep South Wrestling (2006–2007)
Matthews en Myers gingne worstelen voor de Deep South Wrestling (DSW) in Georgia. Ze veranderden hun naam in The Majors Brothers (Brett en Brian Majors). Op 1 juni verloor het duo hun debuutmatch van het duo Montel Vontavious Porter en Eric Pérez. Hun eerste winst was tegen het duo Francisco Ciatso en Cru Jones. Op 12 oktober won The Majors Brothers het DSW Tag Team Championship match van de kampioenen The Untouchables (Dice Domino & Deuce Shade). Het was hun eerste en enige titel in DSW.

### World Wrestling Entertainment

#### The Major Brothers (2007)
The Major Brothers maakte hun WWE-televisiedebuut op 1 mei 2007 tijdens de ECW-aflevering op Sci Fi. Ze wonnen van Matt Striker en Marcus Cor Von in een tag team match.
Op 17 juni 2007 werd The Majors van ECW naar SmackDown! getransfereerd door een "Supplemental Draft". Op 6 juli 2007 maakte The Majors hun SmackDown!-debuut en verloseg het duo Jeremy Young en Mike Knox. De volgende aflevering won The Majors van het duo Chavo Guerrero en Jamie Noble. Na hun verlies tegen Deuce 'n Domino op 17 augustus 2007, The Majors wou een pauze inlassen tot 12 oktober 2007, wanneer de debuterende Drew McIntyre Brett versloeg. De volgende week versloeg McIntyre . Op 9 november 2007 kregen ze een tag team-titelmatch nadat ze de "number one contenders" battle royal wonnen, maar ze slaagden niet in hun opzet om de titel te winnen van Montel Vontavious Porter en Matt Hardy.

#### Hawkins en Ryder; split (2007–2009)

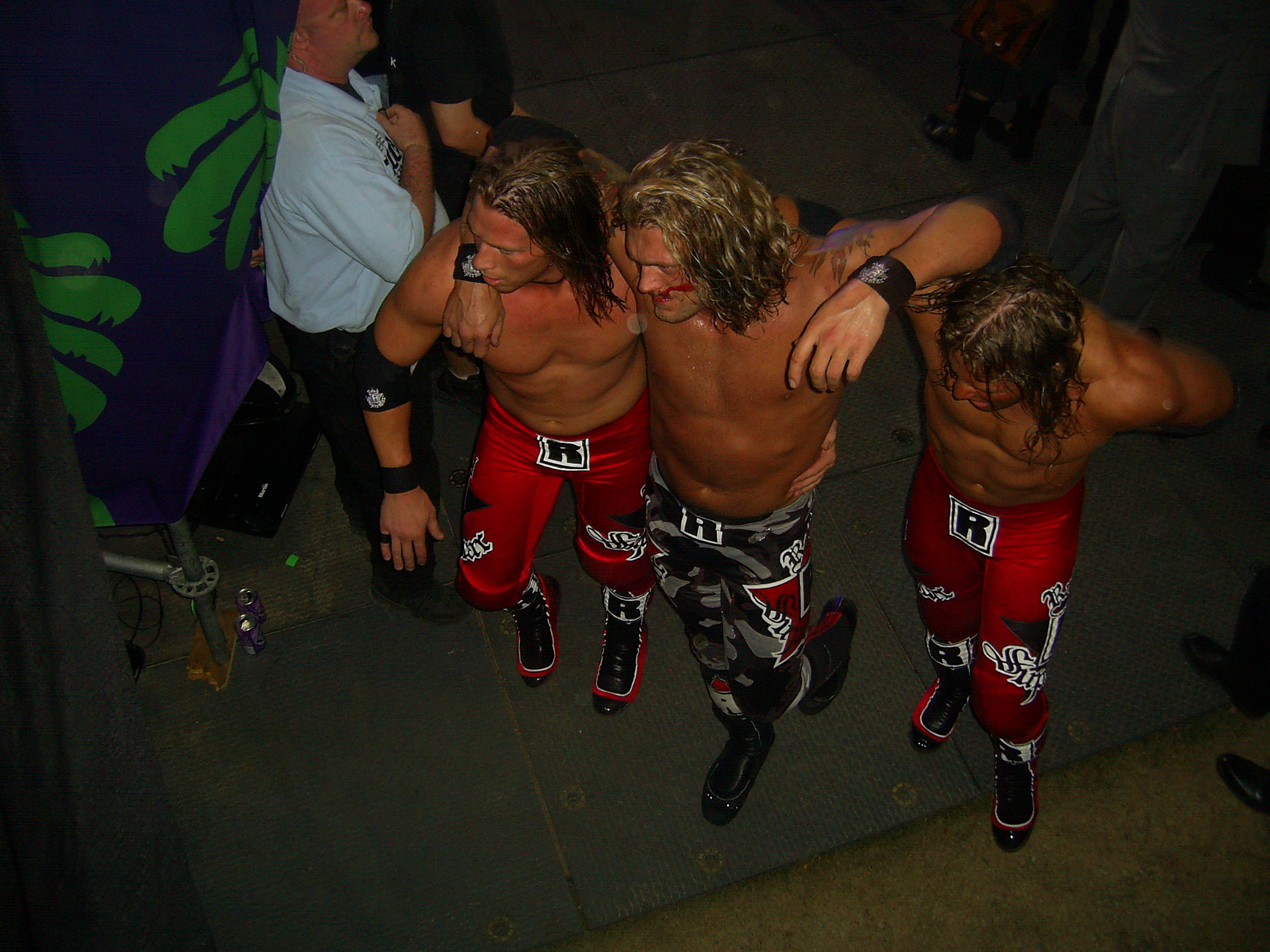
Hawkins en Ryder hielpen Edge naar de kleedkamer op WrestleMania XXIV.

Op Armageddon 2007, het duo kleedde zich als Edge en mengde zich in de WWE World Heavyweight Championship-match. Ze namen Edge' plaats in om hem te helpen met de titel. Op 21 december 2007 maakte het duo kennis met Edge en zijn vriendin Vickie Guerrero, General Manager van SmackDown. Hun teamnaam The Major Brothers werd veranderd in Curt Hawkins en Zack Ryder (Brett Major en Brian Major vervingen respectievelijk hun ringnaam naar "Zack Ryder" en "Curt Hawkins").
Op 20 juli 2008 op The Great American Bash, Hawkins en Ryder wonnen de fatal four-way match voor het WWE Tag Team Championship van kampioenen John Morrison en The Miz, Jesse en Festus en Finlay & Hornswoggle. Door hun winst werden ze collectief de jongste WWE Tag Team Champions in de geschiedenis van de WWE. Tijdens de Smackdown-aflevering op 26 oktober 2008 verloren Hawkins en Ryder hun titel aan Carlito en Primo Colón. Hawkins en Ryder deden mee in de battle royal voor de SmackDown Elimination Chamber match, maar beiden werden geëlimineerd door The Great Khali.
Tijdens de WWE Draft 209 werd het team gesplitst nadat Zack Ryder van SmackDown! naar WWE ECW werd gestuurd en Curt Hawkins bij SmackDown! bleef.

## In worstelen
- Finishers en signature moves
  - Double Edgecution (Dubbele lifting DDT)
  - STO / Russian legsweep combinatie
  - Double catching hip toss into a backbreaker
  - Double spear
  - Double leapfrog in een dubbele hip toss

- Bijnamen
  - "The Rated-R Entourage"
  - "The Edgeheads"

## Prestaties
- Deep South Wrestling
  - DSW Tag Team Championship (2 keer)

- New York Wrestling Connection
  - NYWC Tag Team Championship (2 keer)

- Ohio Valley Wrestling
  - OVW Southern Tag Team Championship (1 keer)

- World Wrestling Entertainment
  - WWE Tag Team Championship (1 keer)